# ヘルモン山

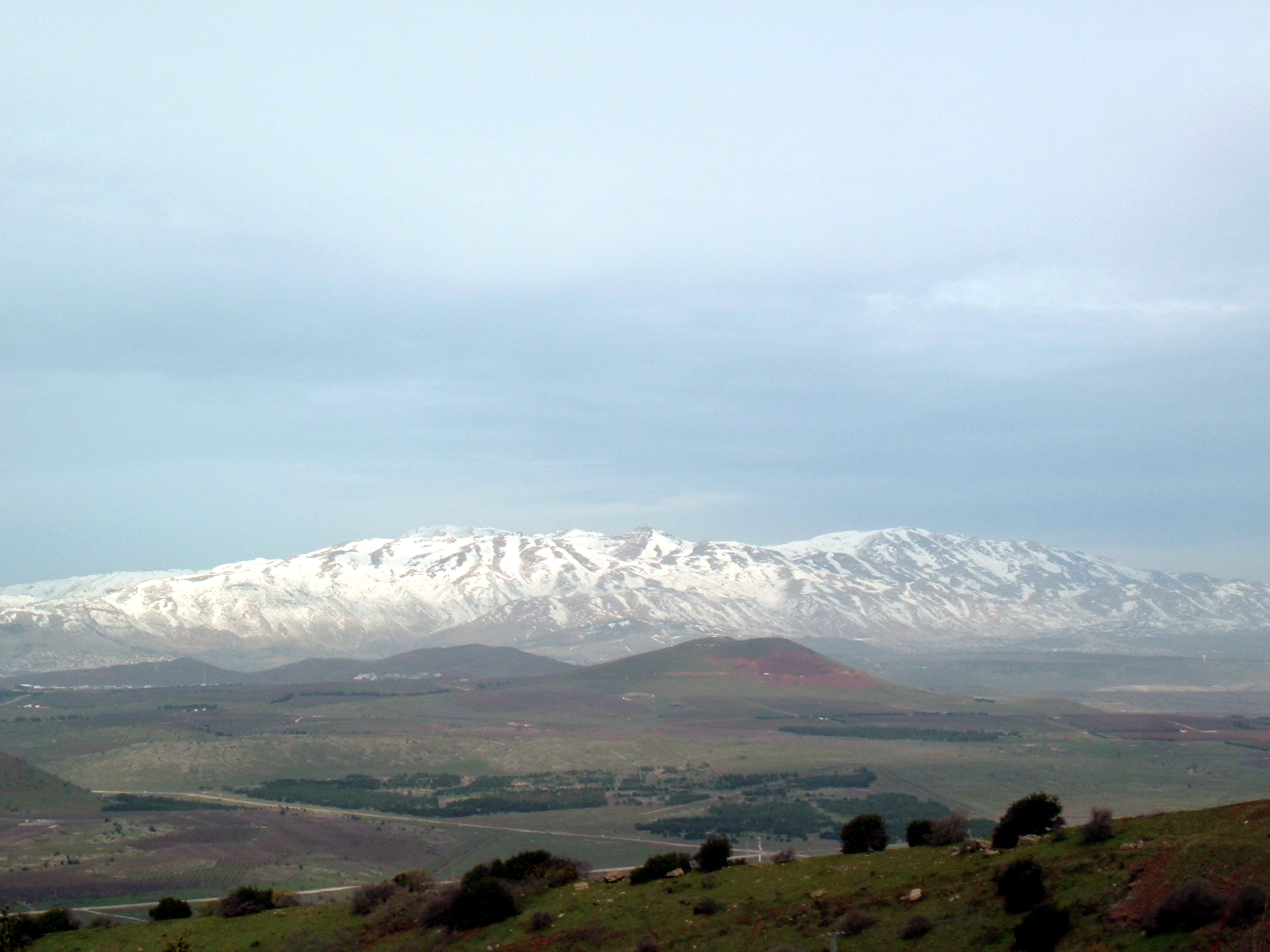
ゴラン高原から見たヘルモン山の眺め

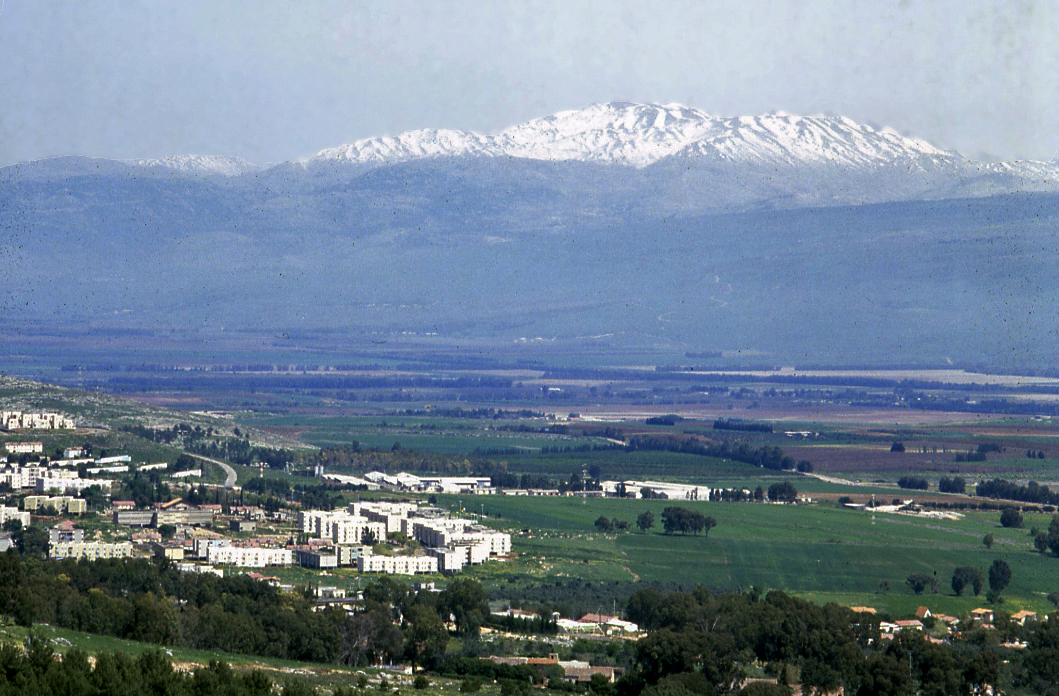
ヘルモン山とフラ渓谷（イスラエル）

ヘルモン山（Mount Hermon, ヘブライ語: הר חרמון）シャイフ山（Jabal al‐Shaykh, アラビア語: جبل الشيخ）は、レバノンとシリアの国境にあるアンチレバノン山脈の最高峰で、最高点の標高は2,814mである。

## 歴史
- 最高点はシリアが支配しているが、南部の稜線にあたるゴラン高原は1967年の第3次中東戦争以降イスラエルの支配下にある。2024年12月、シリアでアサド政権が崩壊するとイスラエルが「一時的なもの」と主張しながら山頂を占拠[2]。同月17日には、イスラエルのネタニヤフ首相が、山頂を視察するとともに、ビデオ声明で「イスラエルの安全を確固たるものとする新たな解決策が出てくるまで」駐留を継続すると宣言した[3]。

- 第四次中東戦争
  - 1973年10月6日 - 第一次ヘルモン山の戦い（英語版）（10月6日 - 10月7日）
  - 1973年10月8日 - 第二次ヘルモン山の戦い（英語版）
  - 1973年10月21日 - 第三次ヘルモン山の戦い（英語版）（10月21日 - 10月22日）

## 地理
ヘルモン山には3つの主要なピークがあり、ほぼ同じ高さである。山域の面積は1,000km2に及び、うち約70km2がイスラエルの支配下にある。標高が高いため、乾燥地帯にあるにもかかわらず多量の降水がある。ジュラ紀の石灰岩は侵食されてカルスト地形を形成している。
冬から春にかけては降雪があり、3つのピークは一年の大部分は雪で覆われている。山の西側と南側からの雪解け水は山麓で湧き水となり、最終的にはヨルダン川となって一帯を潤している。また雪解け水によって雪線下にはマツやオーク、ポプラなどの豊富な植物が育ち、葡萄園もある。
この豊富な湧き水と山は、水を求める国家間の争いの対象となってきた。
ヘルモン山は、「白髪の山」「雪の山」と呼ばれる。イスラエルでは、その山頂にレーダー基地があることから、「国家の眼」とも呼ばれる。

## 聖書地名としてのヘルモン山
ヘルモン山を、アモリ人はセニル、シドンの住人はシルヨンと呼んだ（申命記 3:9; 詩篇 29:6; 歴代誌上 5:23; 雅歌 4:8; エゼキエル書 27:5)。これらの語源は、鎖帷子または鎧であるかもしれない。この土地は、いわゆる「約束の地」の北の境界と考えられ、旧約聖書でヨシュアに率いられたイスラエル人が征服したとされる土地の北限にあたる(ヨシュア記 11:17, 12:1, 13:5)。
ヘルモン山の高地は、カナン人によりその宗教儀礼に用いられた。彼らはこの山をバアル・ヘルモンの山と呼んだ(士師記 3:3)。シオンという別名も現われる(申命記 4:48)。
新約聖書では、イエス・キリストが弟子を伴いガリラヤ湖畔のベトサイダからヘルモン山南麓のフィリポ・カイサリアの町へ旅したことを伝える(マタイによる福音書 16:13; マルコによる福音書 8:27)。この地でイエスは自分の教会を建てることと、エルサレムに行き、死んで復活することを弟子たちに予告した(マタイによる福音書 16:18-21)。
ヘルモン山は、新約聖書の「主イエスの変容」、すなわち、ペトロ、ヤコブ、ヨハネの3人の弟子を伴って祈りのために高い山にはいったというくだりの、「山」かもしれないとされる場所のひとつである。ここでイエスは輝くように白くなり、モーセとエリヤが現われて、イエスと語り合ったとされる。
エノク書では、ヘルモン山はグリゴリ(見張り)と呼ばれる堕天使の一団が地上に降り立った場所である。彼らはこの山上で、人間の娘たちを娶りここに戻ろうと誓い合った(エノク書 6)。